# Коренные народы США
Коренные народы США (англ. Native Americans) — жители США (не испаноязычные), идентифицирующие себя с происхождением от любого из коренных народов Северной и Южной Америки (включая Центральную Америку) и сохраняющие племенную принадлежность или привязанность к сообществу (например, эскимосы, алеуты). Является обобщающим термином, официально используемым Бюро переписи населения США, Бюро по вопросам управления бюджетом и остальными правительственными организациями для обозначения граждан США или проживающих в стране иностранцев. Численность населения коренных народов США существенно снизилась в процессе колонизации территории европейскими переселенцами, постепенного истребления и вытеснения со своих территорий, а также из-за инфекций, занесённых европейцами.

## История

### Жизнь на момент прихода европейцев
На момент прихода европейцев в Северную Америку некоторые индейские народности, такие как пуэбло на юго-западе современных США, жили в многоэтажных зданиях, построенных из саманного кирпича, выращивая кукурузу, тыкву и бобовые.
Их соседи, апачи, жили небольшими группами. Они охотились и занимались земледелием. После того как испанские колонисты завезли лошадей, апачи стали их использовать и заниматься набегами на их оседлых соседей — белых и индейцев — с целью грабежа.
На востоке современных США в лесах жили ирокезы. Они охотились, ловили рыбу, занимались земледелием, выращивая 12 видов злаков. Их продолговатые дома, крытые корой вяза, вмещали до 20 семей. Ирокезы были достаточно воинственными. Они окружали свои селения деревянным частоколом, чтобы защититься от набегов соседей.
Индейцы, жившие на побережье Тихого океана на северо-западе современных США, занимались ловлей рыбы и морепродуктов.
Многие индейцы были искусными ремесленниками. Они изготавливали керамику, корзины, делали резьбу по дереву, ткали ткани. Но они так и не изобрели колеса и путешествовали пешком или на каноэ по воде.

### XVII—XVIII века
В соответствии с доктриной открытия европейские переселенцы считали, что имеют полное право занимать земли индейцев. Многие поселенцы считали, что индейцы — дикари, и что их образ жизни не имеет никакой ценности.
Небольшие индейские племена не могли оказать серьёзное сопротивление хорошо вооружённым и решительным колонистам, но объединившись, они часто представляли собой довольно могущественную силу. В 1675 году Метакомет, вождь племени вампаноаг, объединил соседние племена для борьбы с европейскими поселенцами в Новой Англии, но они потерпели поражение.
Ирокезы, которые населяли район ниже озёр Эри и Онтарио на территории нынешних штатов Нью-Йорк и Пенсильвания, оказались более удачливыми в своём сопротивлении белым. Ещё в 1570 году пять племён объединились и образовали Лигу ирокезов. Она торговала с европейскими поселенцами мехами и выступила на стороне Великобритании в войне против Франции за господство в Америке, которая длилась с 1754 по 1763 год.
Британская аннексия принадлежавших Франции Канады и бассейна реки Огайо после окончившейся в 1763 году Семилетней войны требовала такой политики, которая не оттолкнула бы проживавших там французов и индейцев. Но это приводило британские власти к конфликту с колониями, население которых быстро росло и само претендовало на новоприобретённые земли. Королевской декларацией 1763 года вся западная территория между Аллеганскими горами, Флоридой, рекой Миссисипи и Квебеком объявлялась принадлежащей индейцам. Однако эта мера оказалась малоэффективной, колонисты расценили её как пренебрежение их правом занимать западные земли.
Во время Войны за независимость США некоторые ирокезы выступали на стороне британцев, другие поддерживали американских колонистов, третьи сохраняли нейтралитет. В результате с ирокезами воевали все, и они понесли тяжёлые потери. По завершении войны за независимость США территории к северо-западу от реки Огайо были уступлены британцами США согласно Парижскому мирному договору 1783 года Тем не менее, форты к северо-западу от реки Огайо остались под контролем британцев. Когда туда пришли американские войска, им пришлось столкнуться с упорным сопротивлением индейских племен. После нескольких тяжёлых поражений командование американскими войсками было поручено генералу Энтони Уэйну, который в 1793 году сформировал новый Легион Соединённых Штатов и в следующем, 1794 году, одержал над индейцами решительную победу в битве при Фоллен Тимберс. Согласно заключённому вскоре мирному договору, индейцы уступили значительные территории для заселения белыми колонистами.
Северо-западный ордонанс, изданный Конгрессом 13 июля 1787 года, закрепил независимый статус индейских народов. В 1778—1868 годах правительство США заключило с индейскими племенами 371 договор.
В конце XVIII века американские колонисты стали переселяться на запад (см. статью Американские пионеры), вырубая леса Кентукки, Теннесси и Огайо. Индейцы отважно сражались с этими захватчиками своих охотничьих угодий. Поощряемые французами и британцами, которые стремились сохранить контроль над землями к западу от Соединённых Штатов, индейцы нападали на пограничные поселения. Белые поселенцы, наступая, иногда уничтожали население целых индейских деревень.
Вначале правительство Соединённых Штатов пыталось сохранить мир с индейцами, не одобряя поселение белых на запад от Аппалачских гор. Но переселенцы не обращали на это внимания.

### XIX век
Политики США рассматривали различные способы решения «проблемы индейцев». Они сводились к тому, что индейцев нужно либо ассимилировать, либо переселить ещё дальше на Запад. В 1825 году Верховный суд США в одном из решений сформулировал «доктрину открытия», согласно которой право на земли «открытых» земель принадлежит государству, а коренное население сохраняет право проживания на них, но не право собственности на землю. В 1830 году был принят Закон о переселении индейцев, по которому все индейцы с востока США должны были переселиться на земли, отведённые для них к западу от реки Миссисипи.
Выселению подлежали так называемые Пять цивилизованных племён, которые уже многое переняли из образа жизни белых. Чероки даже приняли конституцию, написанную по образцу Конституции США. В штате Джорджия многие из них владели большими фермами и кирпичными домами. Но их силой выселили из домов и заставили пешком отправиться на индейскую территорию, которая была расположена там, где сейчас находится штат Оклахома. Это тяжёлое путешествие, которое стали потом называть «Дорогой слёз», длилось от трёх до пяти месяцев, и только чероки потеряли при этом погибшими не менее 4000 человек (четверть всех чероки).
В середине XIX века белые поселенцы пришли на Великие равнины, где жили такие племена, как сиу, которые передвигались на лошадях и охотились на бизонов. Белые поселенцы начали массово истреблять бизонов, что обрекало индейцев на голод.
На местном уровне иногда выплачивались вознаграждения за убитых индейцев. Так, власти Шаста-Сити в Калифорнии выплачивали 5 долларов за голову индейца в 1855 году, поселение вблизи Марисвилла в 1859 году выплачивало вознаграждение из пожертвованных населением средств «за каждый скальп или другое убедительное подтверждение», что индеец был убит. В 1861 году в округе Техама существовали планы создания фонда «на оплату за скальпы индейцев» и двумя годами позже в Хани-Лейке выплачивали 25 центов за скальп индейца.
К 1871 году власти США пришли к решению, что соглашения с индейцами уже больше не требуются, и что ни один индейский народ и ни одно племя не должны рассматриваться как независимый народ или государство. Власти заставляли индейцев отказываться от привычного образа жизни и жить только в резервациях. Многие индейцы сопротивлялись этому. Одним из лидеров сопротивлявшихся был Сидящий Бык, вождь племени сиу. Сиу нанесли американской кавалерии несколько ошеломляющих ударов, одержав победу в битве на реке Литл-Бигхорн в 1876 году. Но индейцы не могли жить в прериях без бизонов и, истомлённые голодом, они в конце концов покорились и переселились в резервации. Война за Чёрные Холмы (1876—1877 гг.) стала последним масштабным вооружённым конфликтом белых американцев с коренным населением, хотя отдельные стычки с небольшими группами индейцев продолжались ещё до 1918 года.
В 1890 году среди индейцев началось мессианское движение, характерной чертой которого была вера в чудесное возрождение индейского превосходства и в возвращение из мёртвых древних воинов. Эта вера нашла символическое выражение в «танце призраков» и распространилась среди недовольных из нескольких племён. Эти индейцы покинули резервации, и в Южной Дакоте в местечке Вундед-Ни произошло кровавое столкновение между членами этой группы и американским кавалерийским полком. Разгром индейцев в этом бою положил конец всем надеждам на то, что они смогут вернуться к своему традиционному образу жизни в прерии.
В резервациях индейцам запрещалось исповедовать свою собственную религию, а детей отбирали у родителей и отправляли в специальные школы-интернаты. Власти обещали снабжать индейцев в резервациях продуктами питания. Но их было недостаточно, правительственные чиновники часто были нечестными, и условия жизни индейцев в резервациях были плохими. Они вымирали от болезней. В 1885 году писательница Хелен Хант Джексон опубликовала книгу «Столетие бесчестия», которая помогла привлечь внимание к тяжёлому положению индейцев.
Согласно Генеральному акту о распределении, принятому в 1887 году, каждому индейцу отводилось 160 акров для занятия сельским хозяйством, но земли, которые отводились индейцам, зачастую были неплодородными. После того, как каждый индеец получил свой собственный клочок земли, правительство продало оставшиеся индейские земли белым поселенцам. В результате к 1934 году площадь земель, принадлежащих индейцам, сократилась с 138 миллионов акров (56 миллионов гектаров) до 48 миллионов (19 миллионов гектаров).

### XX век
В 1902 году обитатели оставшейся части Индейской территории решили образовать на ней штат. Его было решено называть Секвойя в честь создателя письменности народа чероки. Однако федеральные власти не поддержали эту инициативу. Президент Теодор Рузвельт заявил, что Индейская территория может стать полноценной частью США только в составе единого штата Оклахома, — что и произошло в 1907 году.
В 1924 году был принят Закон о гражданстве индейцев, который провозгласил индейцев гражданами США. В 1928 году кандидат в президенты США Герберт Гувер выбрал кандидатом на пост вице-президента Чарльза Кёртиса, который со стороны матери был потомком вождя индейского племени канза.
В 1934 году был принят Закон о реорганизации индейцев, который прекратил отъём земель в резервациях и политику, преследовавшую цель заставить индейцев отказаться от своей традиционной культуры и религии. В 1946 году правительство учредило Комиссию по жалобам индейцев. За 32 года работы этой комиссии она выделила индейцам 818 миллионов долларов в виде возмещения убытков.
В 1954 году началась терминация — ликвидация особого статуса индейских общин: отменялась общинная форма собственности на резервационные земли, которые переходили в частное владение отдельных индейцев; прочая недвижимость и денежные фонды в переходный период считались корпоративным владением с последующим их разделом и передачей в частные руки; территории включались в состав округов, подлежали федеральному и местному налогообложению, а бывшие члены общин автоматически теряли право на получение социальной помощи, специально предназначенной для индейцев. 2 марта 1959 года резолюция Конгресса фактически приостановила терминацию: она провозглашалась лишь конечной целью правительственной политики; меры, формирующие её вопреки согласию соответствующих общин, запрещались; финансовая помощь коренному населению до ликвидации статусных льгот гарантировалась: распродажа земель резерваций неиндейцам без санкции советов общин запрещалась. В 1973 году статус терминированных общин был восстановлен.
В 1960—1980 годах индейцев США коснулись общие изменения социальной структуры: доля занятых в сельском хозяйстве сократилась с 17,5 до 4,2 % от общего числа работающих по найму, а доля занятых в сфере обслуживания возросла с 19, 9 до 33,6 %. В 1960—1970-е годы федеральное правительство проводило кампанию стерилизации индейских женщин, в результате которой возможности произвести потомство лишились 25 % женщин в возрасте от 15 до 44 лет.
В 1972 году участники Движения американских индейцев (ДАИ) и другие группы борцов за права индейцев устроили марш протеста на Вашингтон, который получил название «Тропа нарушенных договоров». В 1973 году активисты ДАИ на 71 день захватили Вундед Ни, требуя возвращения земель, отобранных у индейцев в нарушение договоров с ними. В 1976 году активист ДАИ Леонард Пелтиер был приговорён к двум пожизненным срокам заключения по обвинению в соучастии в убийстве двух сотрудников ФБР, хотя многие считают его невиновным.
В 1972 году два племени, пенобскот и пассамакуоди из штата Мэн, подали иск о возвращении им 5 миллионов гектаров земли (что составляет 58 % всей территории штата) и о возмещении 25 миллиардов долларов убытков. В 1980 году эти племена достигли мирового соглашения с федеральным правительством о выплате взамен возвращения земель компенсации в размере 81,5 миллиона долларов и вложили эти деньги от имени племён в ряд прибыльных предприятий. Сиу в Южной Дакоте подали иск о возвращении Чёрных холмов, отобранных у них в 1877 году, и в результате получили 122,5 миллиона долларов.
В начале 1980-х годов были урезаны федеральные субсидии индейцам: в 1982 году выделено 3,2 млрд долларов, а в 1985 году только 1,7 млрд долларов.

## Борьба за права индейцев
- Национальный конгресс американских индейцев (НКАИ, англ. National Congress of American Indians, NCAI) − основанная в 1944 году организация, защищающая права коренных народов США.
- «Движение американских индейцев» — военизированная индейская правозащитная организация в Северной Америке, основанная в июле 1968 года в городе Миннеаполис.
- Выход индейцев Лакота из состава США (2007)
- Лидия Мария Чайлд — писательница и журналистка, борец за права индейцев и активистка движения за защиту прав женщин.

также: Права человека в США

## Положение индейцев США в настоящее время
В США в настоящее время проживают около 5 миллионов индейцев, что составляет примерно 1,6 % населения страны.
По данным за 2009 год, больше всего индейцев в штатах Калифорния (около 740 тысяч), Оклахома (415 тысяч) и Аризона (366 тысяч).
Лос-Анджелес — город с наибольшей долей индейского населения.
Наиболее крупные индейские народности — чероки (около 310 тысяч), навахо (примерно 280 тысяч), сиу (115 тысяч) и чиппева (113 тысяч).
Ныне в США насчитываются 565 индейских племён, официально признанных федеральными властями. Для их обозначения в официальной переписке используется термин «индейская резервация …-нейшен». Они имеют право на формирование своего правительства, на принятие законов (законы штатов в них не действуют), на установление налогов, на присвоение статуса соплеменника, на лицензирование и регулирование практически всех видов деятельности на своей территории. В большинстве резерваций активно действуют племенные суды и правоохранительные органы. Юридически индейские резервации имеют почти те же права, что и штаты США. Кроме того, племена, доказавшие, что собственность их предков реквизировали агенты властей США, получают федеральные дотации и гранты.
В резервациях ныне проживает более трети индейцев США. Площадь индейских резерваций составляет 2 % территории США. Крупнейшей резервацией обладают навахо (Навахо-Нейшен) — её площадь равна площади штата Западная Вирджиния.
Право создавать казино в резервациях индейцы получили в 1990-х годах и это значительно повысило их благосостояние. Общий доход индейских казино в 2003 году составил 14,5 млрд долларов. Значительные доходы резервациям приносит безакцизная торговля алкоголем и табачными изделиями, а также туризм.
Средний возраст индейца — 29,7 года, что заметно меньше возраста среднестатистического американца (36,8 лет). В семьях индейцев больше детей, чем в среднем по США.
В 1984 году безработица среди индейцев составляла 39 % — это в пять раз превышает её средний уровень по стране. Примерно четверть всех индейских семейств живёт за чертой бедности. Диабет, пневмония, грипп и алкоголизм уносят в два раза больше индейских жизней, чем жизней других жителей США.
За чертой бедности в 2009 году жили 23,6 % индейцев, тогда как в среднем по стране этот показатель составлял 14,3 %. Несмотря на то, что индейцы пользуются значительными льготами при поступлении в высшие учебные заведения, и обучение для них, как правило, бесплатное, лишь 16 % индейцев имели высшее образование, тогда как в среднем по стране этот показатель составлял 28 %.
Ныне в США насчитывается 139 языков индейцев, однако более половины из них находятся под угрозой исчезновения. По данным за 2008 год 72 % американских индейцев не владеют никаким языком, кроме английского, и лишь 21 % индейцев говорит дома не только на английском языке.
В 2009 году Конгресс США включил в закон о расходах на оборону заявление о принесении официальных извинений индейцам США за «множество случаев насилия, плохого обращения и пренебрежения, которым подвергались Коренные Народы со стороны граждан Соединённых Штатов».

## Демография индейцев
1950 год — 357,4 тыс.

1960 год — 573,5 тыс.

1970 год — 763,5 тыс.

1980 год — 1,42 млн

2000 год — 2,42 млн

2010 год — 2,93 млн относящих себя к одному народу + 2,29 млн относящих себя к индейцам, но рождённые от смешанных браков
По данным переписи 2010 года, в США проживает более пяти миллионов индейцев и их потомков (около 1,6 процента населения страны).
На 2001 год рождаемость у американских индейцев составляла 1,75 рождения на одну женщину.